# Aaron Clapham
Aaron Clapham (15 de gener de 1987) és un jugador de futbol neozelandès que actualment juga per al Canterbury United i la selecció de futbol de Nova Zelanda des que fou convocat per a la Copa del Món de la FIFA 2010 a Sud-àfrica.

## Trajectòria per club
El 2005 Clapham acceptà una beca esportiva amb la universitat nord-americana Saint Francis University i després acabà a la Universitat de Louisville on jugà per dues temporades, marcant 8 gols en 37 partits. El 2009 s'anà a Austràlia, on fou contractat pel Dandenong Thunder de la Victorian Premier League. Hi jugà allí deu partits i no marcà cap gol.
Des d'aleshores, Clapham ha jugat amb el Canterbury United on ha jugat més de quaranta cops. El seu primer gol fou en un partit contra el Waikato FC en què marcà el segon gol de dos el 8 de novembre de 2009. Gràcies a la seva modalitat de joc i que ajudà a posicionar el Canterbury United quart en el Campionat de Futbol de Nova Zelanda 2009-10 fou entregat amb el premi de millor jugador de la temporada 2009-10.

## Trajectòria internacional
El 2007 Aaron Clapham jugà per a la selecció de futbol de Nova Zelanda sub-20 en la Copa del Món de Futbol sub-20 de 2007 al Canadà.
Després d'un rendiment molt bo per a la franquícia del Campionat de Futbol de Nova Zelanda Canterbury United en la temporada 2009-10, Clapham fou convocat per un equip de 15 jugadors que serien avaluats segons el seu rendiment en una sèrie d'entrenaments per a convocar jugadors per a la selecció neozelandesa. En aquesta sèrie d'entrenaments s'hi jugà un partit entre la segona plantilla de la selecció neozelandesa i una plantilla composta pels millors jugadors neozelandesos del Campionat de Futbol de Nova Zelanda el 8 de maig de 2010, Clapham fou convocat inesperadament per a la selecció neozelandesa que jugaria en la Copa del Món de la FIFA 2010.
Clapham va debutar oficialment el 10 d'octubre de 2010 quan entrà com a subtitut en un partit contra Hondures en un partit amistós que resultà en un 1 a 1.

## Vida personal
Aaron Clapham té una germana anomenada Sara Clapham que també jugà per a Nova Zelanda, jugant un total de 3 partits per a la selecció de futbol femenina de Nova Zelanda.